# Strigamia bothriopus
Strigamia bothriopus är en mångfotingart som beskrevs av Charles Thorold Wood 1862. Strigamia bothriopus ingår i släktet Strigamia och familjen spoljordkrypare. Inga underarter finns listade i Catalogue of Life.